# Селден, Дикси
Дикси Селден (англ. Dixie Selden; 1868—1935) — американская художница.
Одна из основателей и первый президент Женского художественного клуба Цинциннати. Также была одной из дочерей американской революции и числилась в социальном регистре.

## Биография

### Юные годы
Родилась 28 февраля 1868 года в Цинциннати. Была одной из трех детей в семье Джона Роджера Селдена и его жены Марты Пейтон Макмиллен. Была названа в честь американской народной песни Dixie. Её родители имели предков из северных штатов — Нью-Йорка и Коннектикута, которые участвовали в войне за независимость США, а её отец сражался за Союз во время Гражданской войны в США. Когда девочке было два года, семья переехала в город Ковингтон, штат Кентукки. Дикси осталась единственным ребёнком в семье после смерти её брата и сестры в младенческом возрасте. Родители потакали её художественным способностям, устроив в том числе в доме для неё студию. Они взяли её с собой в два путешествия по Европе в 1878 году и 1883 годах. Родители были активными членами культурных кругов Цинциннати и Ковингтона, включая Шекспировское общество.

### Образование и карьера

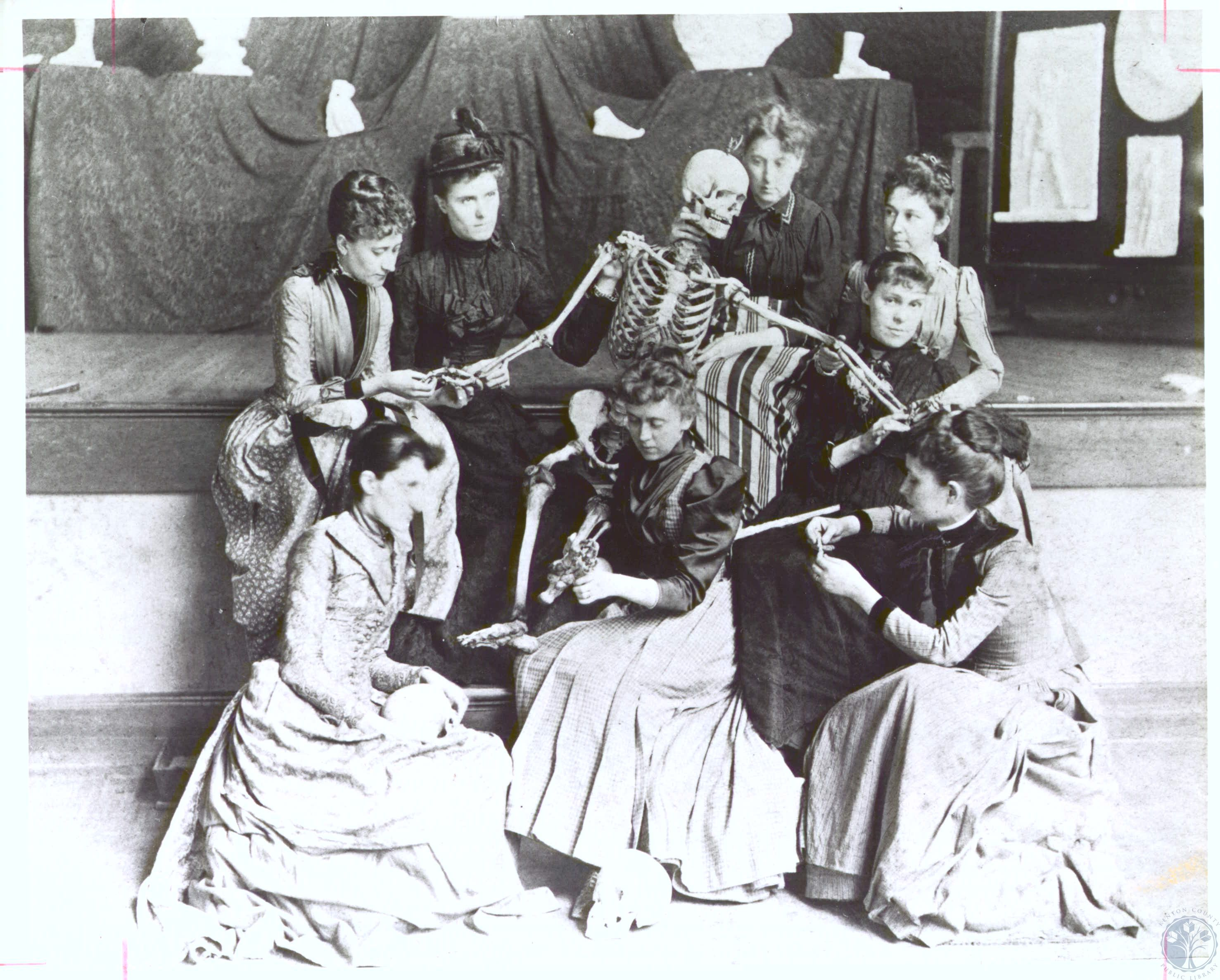
Класс Фрэнка Дювенека: Дикси Селден в центре нижнего ряда

Дикси Селден училась в Цинциннати в школе Bartholomew’s Girls' School. Затем поступила в 1884 году в McMicken School of Design (ныне Художественная академия Цинциннати), где училась до 1912 года. В числе её учителей были Фернан Лунгрен и Фрэнк Дювенек. Девушка была одним из любимых учеников Дювенека — он стал её наставником, который рекомендовал её для участия в выставках, где «доминировали мужчины». Художник также оказал большое влияние на стиль Селден.
Селден получила призы за свои картины маслом и портреты, которые она начала выставлять в Художественном клубе Ковингтона (Covington Art Club) в 1890 году. В 1891 году она выставила четыре картины в Художественном клубе Цинциннати. Статус профессионального художника в 1892 году. В том же году художница стала сооснователем Женского художественного клуба Цинциннати, став его первым президентом и избиравшись позже ещё один раз. С 1894 года работала в Ковингтоне иллюстратор и портретист. В этом же году написала картину Daughter of the Revolution (по неизвестным причинам в 1899 году она прекратила свое членство в организации «Дочери американской революции»). Начиная с 1895 года, Дикси Селден проводил лето в Эдгартауне, штат Массачусетс и в Бутбее, штат Мэн, а также во Франции — в Нормандии и Бретани. Некоторое время училась в Венеции у Уильяма Мерритта Чейза и стиль её работ значительно изменился после учёбы у него. Также Селден училась у других художников в Вене и Париже, в Англии — у Генри Снелла в Сент-Айвсе. Селден вместе с коллегой-художницей Эммой Менденхолл много путешествовала по Соединённым Штатам, Европе, Мексике, Китаю, Японии и Ближнему Востоку, создав также много работ.
Художница достигла национального признания, а её работы выставлялись и получали призы по всей территории Соединённых Штатов. Дикси Селден была членом Национальной ассоциации женщин-художников и скульпторов, Американского женского художественного клуба, Национального художественного клуба, Художественной лиги Южных штатов, Художественной ассоциации Луисвилля, Художественного клуба Ковингтона и других художественных сообществ.

### Личная жизнь
Дикси была миниатюрной женщиной, Фрэнк Дювенек назвал её «малышкой». Она никогда не была замужем, длительная дружба связывала её с Эммой Менденхолл из Цинциннати. После смерти матери в 1907 году и отца в 1908 году, Селден жила в доме своих родителей, а затем в других резиденциях в Ковингтоне, прежде чем переехать в 1910 году в район Цинциннати Уолнат-Хиллз, где она была внесена в социальный регистр жителей города в 1918 году.
Умерла от сердечного приступа 15 ноября 1935 года в собственном доме в Цинциннати Была похоронена на кладбище Highland Cemetery в местечке Форт Митчелл округа Кентон, штат Кентукки.
Мемориальная выставка художницы прошла в Художественном музее Цинциннати с 5 марта по 8 апреля 1936 года. В 2003, 2006, 2007 и 2008 годах её работы выставлялись вместе с другими городскими художниками в «Panorama of Cincinnati Art» галереи Cincinnati Art Galleries.

Некоторые работы
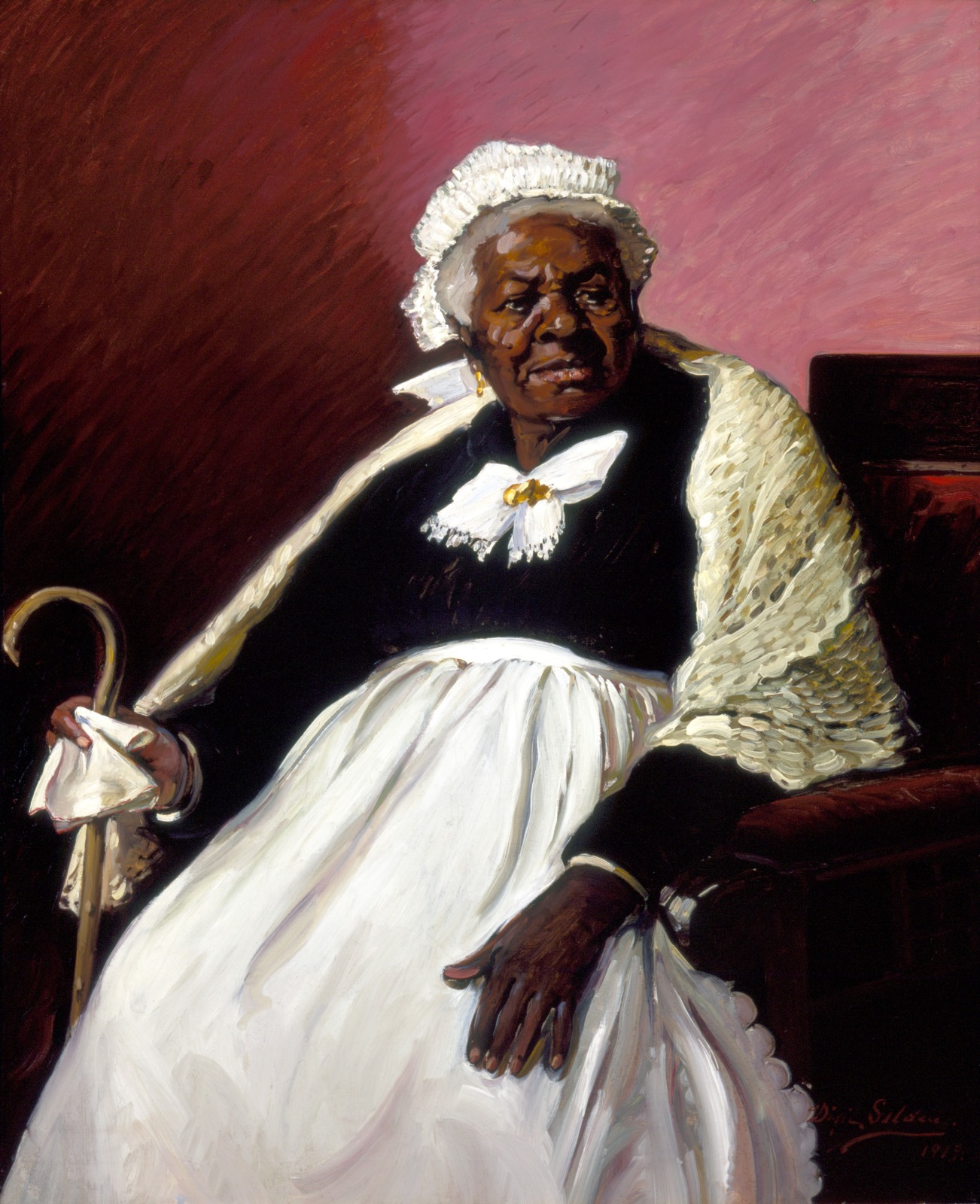
Aunt Patsy Swiney, 1919
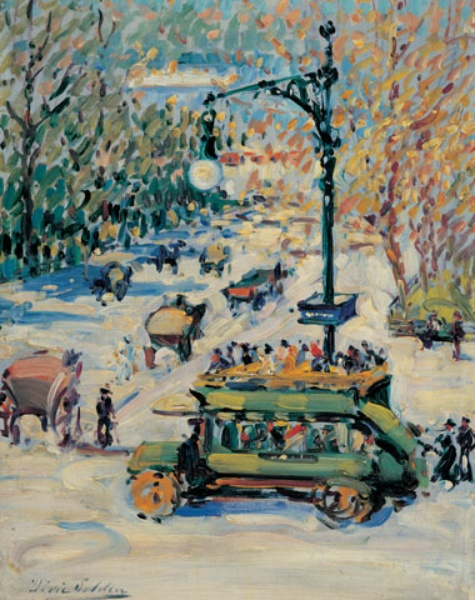
79th and Riverside Drive, 1915
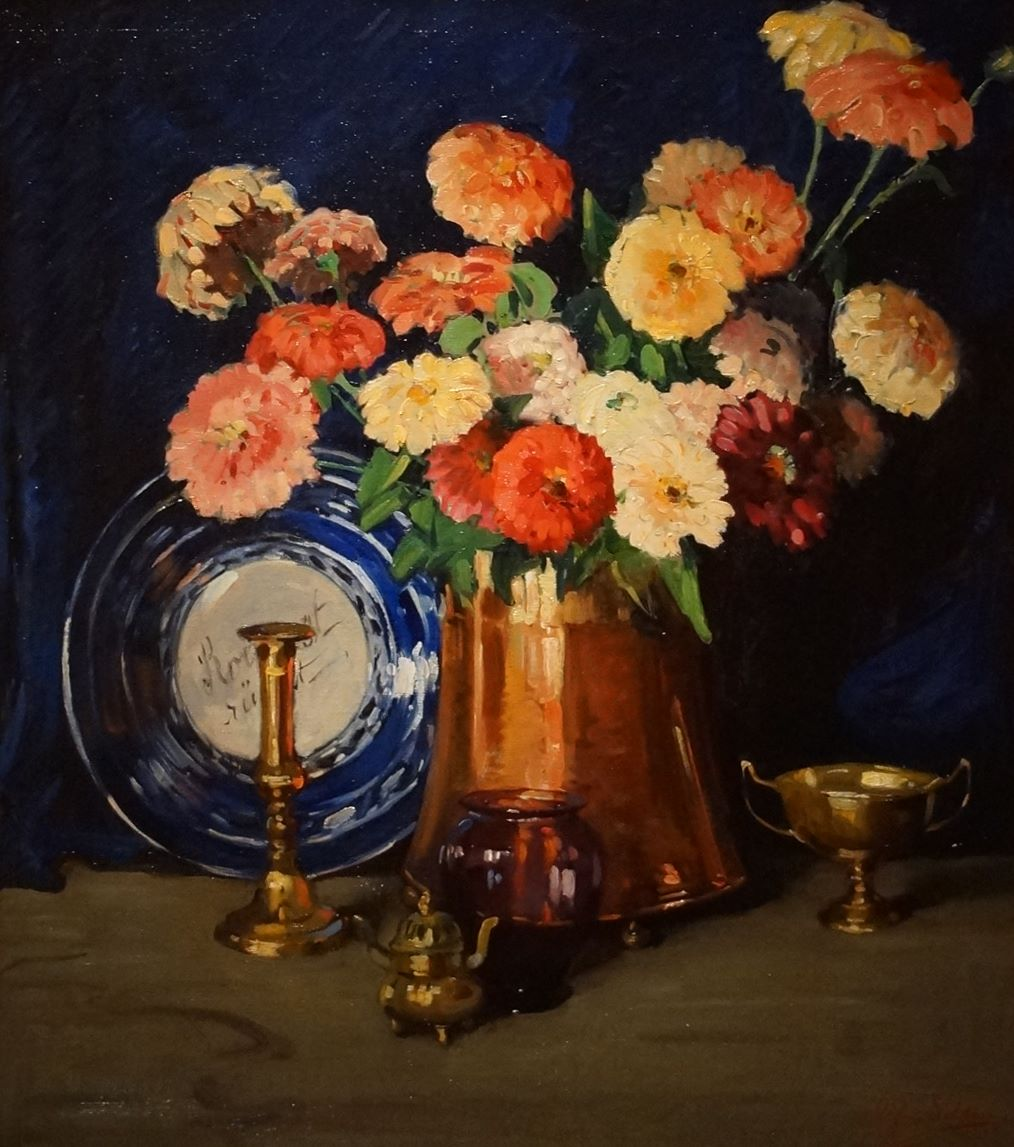
Still-life, ок. 1926
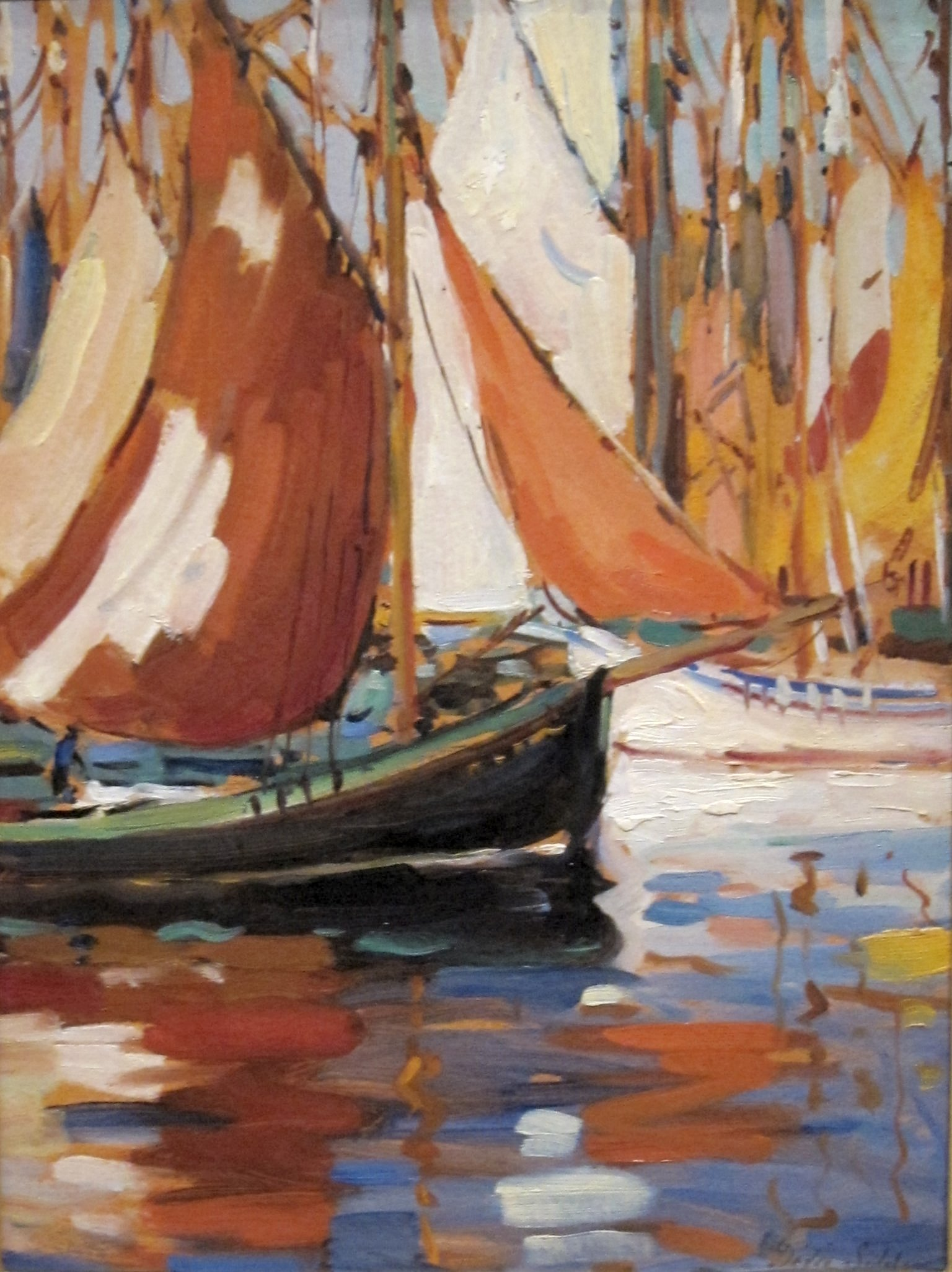
Patched Sail, ок. 1929
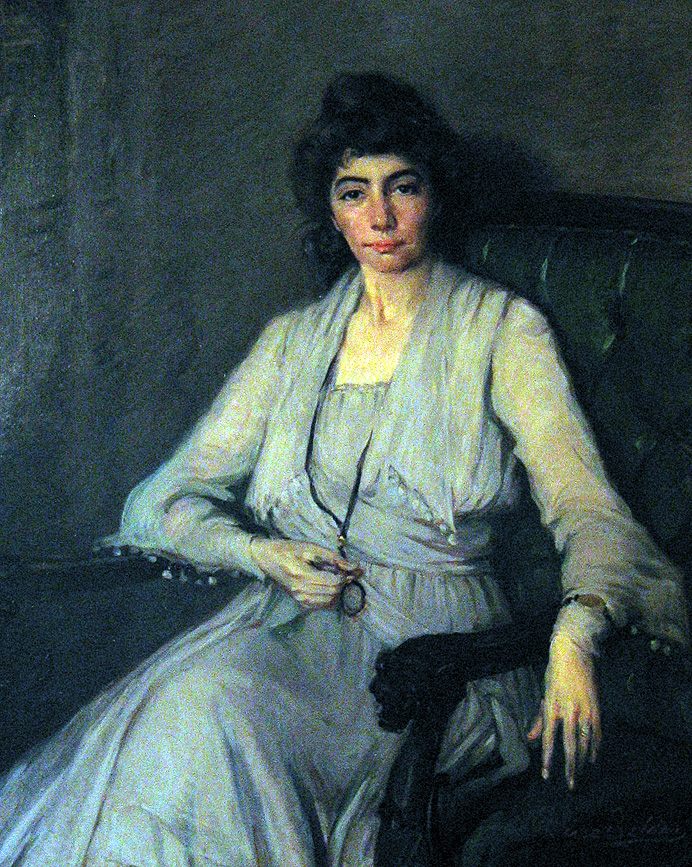
Madeline McDowell Breckinridge, 1920